# Lucio Cecilio Metelo (cónsul 251 a. C.)
Lucio Cecilio Metelo  (ca. 290-221 a. C.) fue un político y militar romano, cónsul en dos ocasiones: La primera, en el año 251 a. C. con Cayo Furio Pácilo durante la primera guerra púnica, y la segunda en el año 247 a. C. con Numerio Fabio Buteón.

## Biografía
Electo cónsul en 251 a. C. Fue enviado con su colega a Sicilia para combatir a Asdrúbal Hannón, el general cartaginés. Los soldados romanos estaban tan vivamente alarmados por los elefantes del ejército cartaginés que sus generales no se atrevían a atacar al enemigo, sino que permanecieron inactivos durante mucho tiempo. 
Al final, cuando Furio Pácilo regresó a Italia con una parte de las fuerzas, Asdrúbal aprovechó la oportunidad para atacar , pero fue totalmente derrotado por Metelo en la batalla de Palermo. En la batalla pereció un gran número de tropas cartaginesas y Metelo capturó a todos los elefantes que luego exhibió en su triunfo en Roma. Esta victoria estableció la supremacía romana en Sicilia y puede decirse que tuvo una influencia decisiva en la suerte de la guerra.
En 249 a. C., Lucio Cecilio Metelo fue magister equitum del dictador Aulo Atilio Calatino y en 247 a. C. fue cónsul por segunda vez con Numerio Fabio Buteón. Ninguna acción de importancia se llevó a cabo durante este año. Seis años después (241 a. C.) fue elegido pontifex maximus, dignidad que llevó durante veinte años. Debió, por tanto, haber muerto poco antes del comienzo de la segunda guerra púnica, alrededor del año 221 a. C.
Un acto de Metelo durante su sacerdocio fue registrado por los historiadores: en 241 a. C. rescató el Palladium cuando el templo de Vesta estaba en llamas, pero perdió la vista a consecuencia de esta acción. Fue, por tanto, recompensado por el pueblo con una estatua en el Capitolio y un permiso, jamás concedido anteriormente a nadie, de viajar hasta el Senado en carro. Fue sucedido en el pontificado por Lucio Cornelio Léntulo Caudino.
Además de otros honores, fue nombrado dictador en el año 224 a. C. con el propósito de celebrar los comicios. Sus méritos y distinciones son registrados por Plinio el Viejo en un extracto que se ha hecho de la oración fúnebre pronunciada por su hijo, Quinto Cecilio Metelo. La misma es citada en su "Historia Natural" por Plinio el Viejo: “Se esforzó por estar entre los primeros soldados, por ser un excelente orador, un valiente comandante, bajo cuyo liderazgo se llevarían a cabo las mayores hazañas, disfrutar del mayor honor, poseer la más alta sabiduría, defender la admisión general al frente del Senado, adquirir una fortuna justa, dejar muchos niños y ganar gloria entre los conciudadanos ". En la historiografía, se cree que esto no es principalmente una característica individual de Lucio Cecilio, sino una lista de cualidades de un noble romano ideal.